# Ricardo Ortega Fernández
José Ricardo Ortega Fernández (Cuenca, 4 de abril de 1966 - Puerto Príncipe, 7 de marzo de 2004), conocido como Ricardo Ortega, fue un periodista español, muerto durante un tiroteo en la intervención militar de Haití en 2004.

## Biografía
Nacido en Cuenca, hijo de José Luis Ortega Iniesta (empleado de un Ministerio) y Rosario Fernández (profesora de Lengua y Literatura) y hermano mayor de Nisa María, Sergio y Mario, a los 6 años se muda junto con su familia a Collado Villalba (Madrid) y a los 8 años al municipio alicantino de Denia. En dicha localidad cursó sus estudios de primaria en los colegios Cervantes y Montgó y continuó su formación en el instituto Historiador Chabás.
Empezó estudio de Ingeniería de Caminos, Canales y Puertos por la Universidad de Valencia, que abandonó para iniciar  estudios de Ciencias Físicas en Moscú con una beca de la Asociación España-URSS.
Su contacto con el periodismo comienza con colaboraciones con Onda Regional de Murcia, en 1991.  Debido a su conocimiento del idioma, se ofreció para trabajar como traductor de la Agencia EFE en la capital rusa, labor que simultaneó posteriormente con colaboraciones radiofónicas para Antena 3 Radio. Finalmente la cadena le designó como corresponsal en Moscú, cargo que ostentó durante ocho años, llegando a cubrir los conflictos de Sarajevo y Chechenia y a ser detenido en Grozni por el Ejército ruso.
En 2000, Antena 3 le ofreció la corresponsalía de Nueva York, donde narraría en directo al año siguiente los atentados terroristas del 11 de septiembre de 2001. Durante esta etapa, cubrió in situ las invasiones a Irak y Afganistán. Sus crónicas de la política estadounidense sobre la invasión de Irak de 2003 no fueron bien recibidas en La Moncloa por parte del presidente del Gobierno, José María Aznar, cuyas presiones hicieron que Antena 3 lo cesase de dicha corresponsalía. No obstante, Ortega se mantuvo en Nueva York agotando sus vacaciones acumuladas y pidiendo una excedencia a la cadena. Desde entonces, Ortega colaboraba cada tanto con diversas publicaciones, como la revista La Clave y el periódico semanal La Estrella.

## Muerte
En 2004 estalló en Haití una revuelta armada contra el presidente constitucional Jean-Bertrand Aristide, apoyada por el Gobierno estadounidense. Ricardo Ortega llegó el 28 de febrero de 2004 a Puerto Príncipe como freelance, sin contrato fijo y sin chaleco antibalas, aunque con un acuerdo con Antena 3.
El 7 de marzo de 2004, durante una manifestación contra Aristide, aproximadamente a las dos de la tarde (hora local), se escucharon una sucesión de disparos de armas. Ortega fue alcanzado por los proyectiles, recibiendo dos balazos en el abdomen y el tórax. Fue conducido con vida al hospital Canapé-Vert, donde falleció. La capilla ardiente de Ricardo Ortega se instaló en el Tanatorio de la M-30 y sus restos mortales fueron incinerados en el cementerio de la Almudena de Madrid. Las cenizas de Ricardo descansan en Denia, ciudad donde pasó casi toda su infancia. 
En un principio se acusó a los grupos partidarios a Aristide de ser los autores de los disparos que acabaron con la vida del periodista español, pero una investigación posterior y varios testigos presenciales confirmaron que los responsables del tiroteo fueron soldados estadounidenses.
En marzo de 2011 el juez de la Audiencia Nacional, Eloy Velasco, archivó la investigación sobre el asesinato de Ricardo Ortega por «falta de autor conocido».
Ortega preparaba un programa especial sobre Chechenia que le había encargado una productora estadounidense.

## Homenajes
Antena 3 y la UNCA (Asociación de Corresponsales de las Naciones Unidas) entregan anualmente el Premio Ricardo Ortega de Periodismo, cuyo objetivo es reconocer «la labor de periodistas de radio y televisión en la cobertura de noticias sobre las Naciones Unidas o de cualquiera de sus agencias, así como de cualquier misión aprobada por la ONU en los distintos lugares del mundo».
En 2006, la localidad de Denia lo proclamó «hijo adoptivo de la ciudad».